# Sister Kenny
Sister Kenny (bra: Sacrifício de uma Vida) é um filme norte-americano de 1946, do gênero drama, dirigido por Dudley Nichols  e estrelado por Rosalind Russell e Alexander Knox.

## Produção
Hagiografia com um toque de feminismo, Sister Kenny coloca nas telas a luta da enfermeira australiana Elizabeth Kenny para ver reconhecida sua descoberta: um tratamento eficaz contra a poliomielite.
O roteiro é baseado no livro And They Shall Walk, escrito pela própria enfermeira, em colaboração com Martha Ostenso, e publicado em 1943.
O filme tem recebido muitos elogios da crítica moderna -- "uma das melhores cinebiografias feitas em Hollywood", segundo Leonard Maltin; "envolvente e edificante", "uma sólida peça de arte cinematográfica", na opinião do site AllMovie; "sério, sincero, reverente e doloroso" para os autores de The RKO Story. A despeito disso, Sister Kenny fracassou nas bilheterias e representou um prejuízo de $660,000 para os cofres da RKO Pictures.
O filme proporcionou a Rosalind Russell a segunda das quatro indicações ao Oscar que recebeu ao longo de sua carreira.

## Sinopse

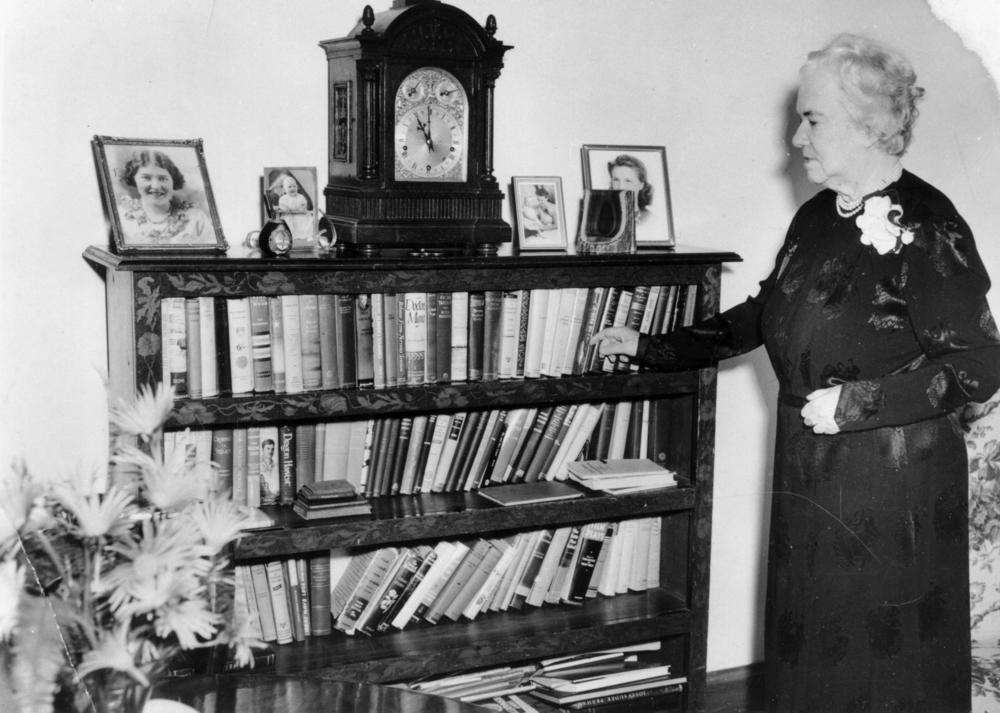
A Elizabeth Kenny da vida real, em fotografia tirada pouco antes de sua morte, ocorrida em novembro de 1952

O filme acompanha Elizabeth Kenny desde que, enfermeira no interior da Austrália, ela se depara com os primeiros casos de poliomielite; o mergulho no trabalho, em detrimento de relações afetivas; sua luta para obter o reconhecimento da comunidade médica; e a vitória final, com a construção do Kenny Institute, em Minneapolis.

## Premiações
| Patrocinador                                            | Prêmio       | Categoria                                          | Situação |
| ------------------------------------------------------- | ------------ | -------------------------------------------------- | -------- |
| Academia de Artes e Ciências Cinematográficas           | Oscar        | Melhor Atriz (Rosalind Russell)                    | Indicado |
| Associação de Correspondentes Estrangeiros de Hollywood | Golden Globe | Melhor Atriz em Filme Dramático (Rosalind Russell) | Vencedor |

## Elenco
| Ator/Atriz       | Personagem              |
| ---------------- | ----------------------- |
| Rosalind Russell | Elizabeth Kenny         |
| Alexander Knox   | Doutor McDonnell        |
| Dean Jagger      | Kevin Connors           |
| Philip Merivale  | Doutor Brack            |
| Beulah Bondi     | Mary Kenny              |
| Charles Dingle   | Michael Kenny           |
| John Litel       | Diretor do corpo médico |
| Doreen McCann    | Dorrie                  |
| Fay Helm         | Senhora McIntyre        |
| Charles Kemper   | Senhor McIntyre         |
| Dorothy Peterson | Agnes                   |